# Glukonolakton
Glukonolakton (přesněji glukonodeltalakton, zkráceně GDL) je organická sloučenina, lakton odvozený od kyseliny glukonové. Používá se v potravinářství pod označením E 575 jako sekvestrant a regulátor kyselosti.
Použití glukonolaktonu v potravinářství je velmi rozmanité, najdeme ho v mléčných i masných výrobcích, pečivu, tofu, alkoholických i nealkoholických nápojích. Mezi jeho výhody patří skutečnost, že zabraňuje množení bakterií, vzniku zákalu a stabilizuje barvu produktu. Přidává se ale také do kosmetických prostředků, včetně deodorantů, šamponů či zubních past.
GDL se může přidávat do sýru feta. Glukonolakton je pH neutrální, ovšem ve vodě podléhá hydrolýze na kyselinu glukonovou, která vytváří kyselé prostředí; je však zhruba třikrát méně kyselá než kyselina citronová. Metabolizuje se na 6-fosfo-D-glukonát, přičemž se uvolní podobné množství energie jako ze stejného množství cukru.
Za přítomnosti vody se glukonolakton částečně hydrolyzuje na kyselinu glukonovou, přičemž se tvoří chemická rovnováha mezi kyselinou a laktonem. Rovnovážná konstanta této hydrolýzy se zvyšuje s rostoucí teplotou a nárůstem pH.
Kvasinky Saccharomyces bulderi mohou přeměnit glukonolakton na ethanol a oxid uhličitý. Jejich růst silně závisí na pH. Glukonolakton v hmotnostním podílu 1 až 2 % v minerálních roztocích způsobí pokles pH pod 3. Tato látka při koncentracích okolo 0,001 mol/l také působí jako inhibitor enzymu amygdalin beta-glukosidázy.